# Savages (1972)
Savages is een Amerikaanse filmkomedie uit 1972 onder regie van James Ivory.

## Verhaal
Enkele wilden vinden bij toeval een croquetbal in het bos. Op zoek naar de eigenaar komen ze terecht in een groot landhuis. De bewoner wil hun beschaving bijbrengen, zodat ze kunnen deelnemen aan zijn feestjes.

## Rolverdeling
| Acteur              | Personage     |
| ------------------- | ------------- |
| Lewis J. Stadlen    | Julian Branch |
| Anne Francine       | Carlotta      |
| Thayer David        | Otto Nurder   |
| Susan Blakely       | Cecily        |
| Russ Thacker        | Andrew        |
| Salome Jens         | Emily Penning |
| Margaret Brewster   | Lady Cora     |
| Neil Fitzgerald     | Sir Harry     |
| Eva Saleh           | Zia           |
| Ultra Violet        | Iliona        |
| Asha Puthli         | Asha          |
| Martin Kove         | Archie        |
| Kathleen Widdoes    | Leslie        |
| Christopher Pennock | Hester        |
| Sam Waterston       | James         |